# Enno Mandema
Enno Mandema (Makkinga, 19 oktober 1921 – 27 januari 2010) was een Nederlandse hoogleraar inwendige geneeskunde en lid van de Koninklijke Nederlandse Akademie van Wetenschappen. 

## Opleiding
Mandema volgde de hogereburgerschool in Warffum, studeerde van 1939-1948 geneeskunde aan de Universiteit Groningen en werd aldaar opgeleid tot internist; hij rondde deze specialisatie af in 1954. Twee jaar later promoveerde hij cum laude bij professor Van Buchem op het onderwerp het multipel myeloom, het solitair plasmocytoom en de macroglobulinaemie. Klinische, histologische, biochemische en serologische waarnemingen.

## Loopbaan
Mandema vertrok naar Chicago, waar hij bij professor R.M. Kark onderzoek deed naar de antinucleaire factor SLE en eiwitten. In 1975 werd hij voor zijn werk, hier verricht, benoemd tot Honorary Fellow van the American College of Physicians. In 1960 werd hij benoemd tot hoogleraar interne geneeskunde en hoofd van de interne kliniek. De titel van zijn inaugurele rede luidde: familieonderzoek bij erfelijke ziekten: een belangrijke preventief geneeskundige taak. Mandema was in deze tijd chef van de interne kliniek van het Academisch Ziekenhuis Groningen, docent, onderzoeker en arts. Mandema introduceerde in 1960 de nierbiopsie en startte in 1961 met acute dialyses; daarnaast richtte hij de onderafdeling nefrologie op. Hij was aanvankelijk promotor bij de oncologie en deed reumatologisch onderzoek. Ook publiceerde hij Het medisch jaar, fysiologische diagnostiek van Mandema Formeyne en Acute Interne Geneeskunde. Het Universitair Medisch Centrum Groningen vernoemde later een stipendium naar hem, het Mandema-stipendium (om gepromoveerde specialisten in opleiding te stimuleren onderzoek te combineren met opleiding).
Als onderzoeker volgde Mandema zijn liefde voor eiwitten. Samen met Bob Nienhuis beschreef hij in 1963 de anti-perinucleaire factor bij reuma. Daarmee beschreven zij voor het eerst de zeer moderne en zeer specifieke anti-CCP antilichamen bij genoemde ziekte. Dit onderzoek leidde tot diverse dissertaties  en het eerste internationale amyloidosis symposium in Groningen. Mandema werd honorary member  van de editorial board van de International Society of Amyloidosis (AMYLOID). Hij was formateur en eerste voorzitter van  de (wetenschappelijke raad) van de Nierstichting Nederland en richtte de Nederlandse Maag Lever Darm Stichting op, om onderzoek te stimuleren. Ook speelde hij een belangrijke rol bij het Nederlands Tijdschrift voor Geneeskunde, toen hij voorzitter van de vereniging was. Mandema was vanaf 1985 lid van de Adviesgroep SGO, Stimulering Gezondheidsonderzoek, en van 1987 tot 1993 de eerste voorzitter van de Raad voor Gezondheidsonderzoek; vanaf 1979 was hij lid van de Koninklijke Nederlandse Akademie van Wetenschappen.